# Pseudopoda cuneata
Pseudopoda cuneata là một loài nhện trong họ Sparassidae.
Loài này thuộc chi Pseudopoda. Pseudopoda cuneata được Peter Jäger miêu tả năm 2001.